# 多田ヒロシ
多田 ヒロシ（ただ ヒロシ、1937年3月17日 - ）は東京都出身の絵本作家、漫画家。本名は多田寛。
武蔵野美術大学デザイン科を卒業。絵本の他に環境漫画も手がける。

## 主な作品
- 『おんなじおんなじ』（1968年こぐま社）
- 『なにしてるなにしてる』（1978年こぐま社）
- 『わにがわになる』（1977年こぐま社）
- 『りんごがドスーン』（1981年文研出版）
- 『いくつかな』（1992年ひかりのくに）
- 『絵巻えほん動物園』（1983年こぐま社）
- 『おばけはどこにいる？』文・北川幸比古/絵・多田ヒロシ （1989年童心社）
- 『しっぱいばかりのライオンとこや』（1993年童心社）
- 『そらからきたさかな』（1972年金の星社）
- 『だれかしら』（1972年文化出版局）
- 『つきよに…』（1992年こぐま社）
- 『にょきにょき』（2004年こぐま社）
- 『ねずみさんのながいパン』（2000年こぐま社）
- 『ふたりの王さま』（1981年こぐま社）
- 『わんわんなくのだあれ』（1997年こぐま社）

寺村輝夫作品は「寺村輝夫」を参照。